# Vis Basket Cervia
La sezione femminile del Basket Cervia è la principale società di pallacanestro femminile di Cervia.

## Storia
Nel 1980 alcuni genitori appassionati costituiscono una società di pallacanestro femminile denominandola Hellas Basket Cervia. I primi soci fondatori sono: Giovanni Falchi, Ezio Missiroli, Paolo Lardelli e il giovanissimo tecnico Lanfranco Giordani. Con il passare degli anni, la pallacanestro acquista una grande rilevanza nel movimento sportivo cervese, toccando l'apice nel 1984 quando ottiene la medaglia d'oro ai Giochi della Gioventù a Roma. Nella stagione 1987-88, l'Hellas Basket Cervia ottiene il suo primo risultato storico: la promozione al campionato nazionale di Serie C. Da questo momento inizia la grande escalation del movimento femminile che si migliora anno dopo anno, conquistando la promozione in Serie B nella stagione 1991-92. In quella stessa stagione giungono anche due prestigiosi risultati a livello giovanile: la Medaglia d'oro ai Giochi della Gioventù ed il 5º posto assoluto nelle finali nazionali di categoria Allieve (miglior risultato sportivo di squadra mai ottenuto fino a quel momento a Cervia).
Nella stagione 1996-97 approda a Cervia il Presidente della Vis Baket Ravenna, Francesco Dari con il diritto sportivo di serie A2 e qualche giocatrice e, in accordo con l'Hellas Basket, inizia un nuovo percorso tecnico per il settore femminile. Le ragazze ed l'allenatore Giordani si ritrovano dalla serie B alla serie A2 e concludono in primo campionato con il 2º posto nel girone. L'anno successivo la volontà della Federazione di ridurre i campionati nazionali femminili porta all'approvazione di una riforma degli stessi che prevede 8 retrocessioni (su 16 squadre) per girone, ma la squadra riesce a rimanere nel campionato di A2 femminile.
Nel 2012-2013 riparte dalla Serie B regionale dopo la rinuncia all'A2 per motivi economici.